# ATAD2
ATAD2 (domínio AAA da família ATPase que contém 2) é um gene de codificação de proteínas. Ele, também denominado ANCCA, é uma histona chaperona que foi implicada na regulação da densidade de nucleossomos pelo carregamento ou remoção da histona H3-H4. É altamente superexpresso em vários tipos de câncer e associado a um mau prognóstico do paciente.  As doenças associadas ao ATAD2 incluem tricomoníase e doença das trompas de falópio. Entre suas vias relacionadas estão a Rede de Câncer Gástrico 2 e a regulação Transcricional pela família de fatores de transcrição AP-2 (TFAP2). As anotações de Ontologia Genética (GO) relacionadas a esse gene incluem a ligação à cromatina e a histona. Um paralogue importante desse gene é o ATAD2B. As proteínas que pertencem a essa família contêm um ou dois domínios AAA.

## Pesquisa
Um estudo descobriu as características estruturais necessárias para o carregamento de histonas no DNA e visualizou diretamente as transições do Abo1 de uma espiral assimétrica (estado ATP) para um anel assimétrico (estados ADP e apo) usando microscopia de força atômica de alta velocidade (HS- AFM).